# Заручниця (фільм, 1990)
«Заручниця» — радянський художній фільм-кримінальна драма 1990 року, знятий Одеською кіностудією.

## Сюжет
Злочинець, що втік з колонії, захоплює дівчину як заручницю і разом з нею прямує до кордону. Але поки міліція не заспокоїться, він вирішує на якийсь час затаїтися в мисливському будиночку, що знаходиться в гірській долині. Проходить час — і вона починає бачити в ньому не злочинця, а зневірену близьку людину. Але міліція невблаганно йде по сліду…

## У ролях
- Олександра Захарова — Людмила Олександрівна Ветвінова
- Альгіс Матульоніс — Британов
- Юрій Кузьменков — Микола Прокопович, інструктор з водіння
- Олександр Яковлєв — Павло Григорович Григор'єв, капітан-слідчий
- Михайло Чигарьов — прапорщик
- Яніслав Левінзон — Угланков, сусід
- Світлана Репетіна — колега
- Леонід Маренніков — колега по роботі
- О. Буяніна — епізод
- А. Ігнатович — епізод
- Юрій Волович — пасажир-професор
- А. Ашкеназі — епізод
- Сергій Ашкеназі — епізод
- В. Соловйов — епізод
- Олександр Булейко — Салтаєв
- Є. Лавринець — епізод

## Знімальна група
- Режисер — Сергій Ашкеназі
- Сценаристи — Сергій Ашкеназі, Юрій Макаров
- Оператор — Сергій Стасенко
- Композитор — Микола Корндорф
- Художник — Валентин Гідулянов